# 連天祥

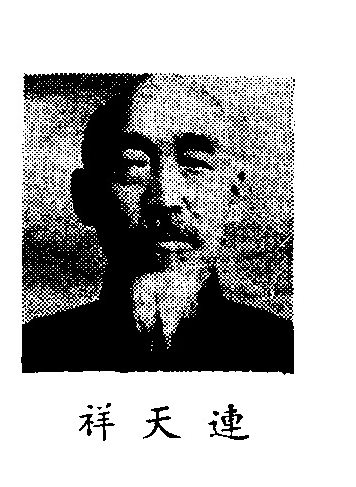

连天祥（？—？）字挹清，山西屯留人，中华民国农学家、教育家。

## 生平
连天祥毕业于日本农业大学。民国4年（1915年），山西杏花村“义泉泳”酒坊出产的“老白汾酒”在巴拿马万国博览会获甲等金质大奖章。1916年，金质大奖章送达山西省长公署第六科，同时送达的还有北京政府农商部的褒奖令。山西省长公署第六科科长连天祥当即向山西督军兼省长阎锡山汇报此事，阎锡山随即命连天祥筹划“提倡和保护名产”事宜，阎锡山以山西省绥靖公署的名义为“义泉泳”颁发“中外驰名”、“味重西凉”金字牌匾，同时指示其副官张剑南（汾阳人）参与筹划。连天祥、张剑南二人约山西省六政考核处处长崔廷献共商，决定邀“义泉泳”酒坊经理杨德龄赴山西省城太原研究公商合营事宜。但后来公商合营未能实现。
1916年，连天祥任山西公立农业专门学校校长，1917年刘逵九接任校长。1917年，山西高等农林学堂教员连天祥获得七等嘉禾章。
1946年，连天祥任制憲國民大會代表。1947年3月1日，出任国民政府立法院第四届立法委员。